# 1913 (numero)
Millenovecentotredici (1913) è il numero naturale dopo il 1912 e prima del 1914.

## Proprietà matematiche
- È un numero dispari.
- È un numero primo.
  - È un numero primo di Chen.
- È un numero difettivo.
- È un numero omirp.
- È un numero palindromo e un numero ondulante nel sistema posizionale a base 3 (2121212), a base 14 (9A9) e a base 15 (878).
- È un numero nontotiente in quanto dispari e diverso da 1.
- È esprimibile, in un solo modo, come somma di due quadrati:  1913 = 1849 + 64 = 432 + 82.
- È un numero intero privo di quadrati.
- È un numero malvagio.
- È parte delle terne pitagoriche (688, 1785, 1913), (1913, 1829784, 1829785).

## Astronomia
- 1913 Sekanina è un asteroide della fascia principale del sistema solare.

## Astronautica
- Cosmos 1913 è un satellite artificiale russo.